# Notarius
Notarius es un género de peces actinopeterigios de agua dulce y marinos, distribuidos por ríos y costas de América del Sur y América Central.

## Especies
Existen 12 especies reconocidas en este género:
- Notarius armbrusteri Betancur-R. y Acero P., 2006
- Notarius biffi Betancur-R. y Acero P., 2004
- Notarius bonillai (Miles, 1945)
- Notarius cookei (Acero P. y Betancur-R., 2002)
- Notarius grandicassis (Valenciennes, 1840)
- Notarius insculptus (Jordan & Gilbert, 1883)
- Notarius kessleri (Steindachner, 1876)
- Notarius lentiginosus (Eigenmann y Eigenmann, 1888)
- Notarius neogranatensis (Acero P. y Betancur-R., 2002)
- Notarius osculus (Jordan y Gilbert, 1883)
- Notarius planiceps (Steindachner, 1876)
- Notarius troschelii (Gill, 1863)